# Jan Fryderyk I
Jan Fryderyk I, niem. Johann Friedrich I. der Großmütige (ur. 30 czerwca 1503 w Torgau, zm. 3 marca 1554 w Weimarze), zwany Wspaniałomyślnym (Großmütige) – elektor saski (niem. Kurfürst von Sachsen) i landgraf Turyngii 1532–1547, książę saski (niem. Herzog von Sachsen) 1547–1554. Przywódca związku szmalkaldzkiego, „orędownik reformacji”.

## Życiorys
Był najstarszym synem elektora saskiego Jana z ernestyńskiej linii Wettynów; matka, Zofia z książąt meklemburskich na Schwerinie, zmarła 14 dni po jego narodzinach. Jego nauczycielem był Georg Spalatin, którego obdarzał wielkim szacunkiem przez całe życie. Spalatin był przyjacielem i doradcą Marcina Lutra, „nic więc dziwnego – jak pisał Gottfried August Arndt – że jego nauczanie rozbudziło w młodym księciu wiarę w luterańską doktrynę”. Dobrze znał historię, a jego biblioteka należała do największych w Niemczech. Z Lutrem utrzymywał bliskie stosunki, a jego korespondencja ukazuje go jako zdecydowanego orędownika reformacji. Na zamku w Torgau zbudował kaplicę i zaprosił Lutra do odprawienia inauguracyjnego nabożeństwa.
W roku 1526 poślubił Sybillę, księżniczkę Jülich-Kleve-Berg. Para miała czterech synów:
- Jana Fryderyka II (1529–1595), od 1554 księcia saskiego, od 1572 księcia saskiego na Koburgu i Eisenach;
- Jana Wilhelma (1530–1573), od 1554 księcia saskiego, od 1572 księcia saskiego na Weimarze;
- Jana Ernesta (1535–1535);
- Jana Fryderyka III (1538–1565), od 1554 księcia saskiego.

Po wprowadzeniu przez ojca w arkana polityki i dyplomacji prowadził swe pierwsze negocjacje pokojowe z Hesją w Creuzburgu i Friedewaldzie, czym – ze względu na młody wiek – zdobył sobie uznanie. Uczestniczył wraz z ojcem w obradach drugiego sejmu Rzeszy w Spirze (1529). Towarzyszył mu też w wyjeździe na sejm w Augsburgu w 1530, gdzie podpisał wraz z nim „wyznanie augsburskie”, a następnie wprowadzał je w życie. Swym zachowaniem zapewnił sobie trwałą niełaskę cesarską.

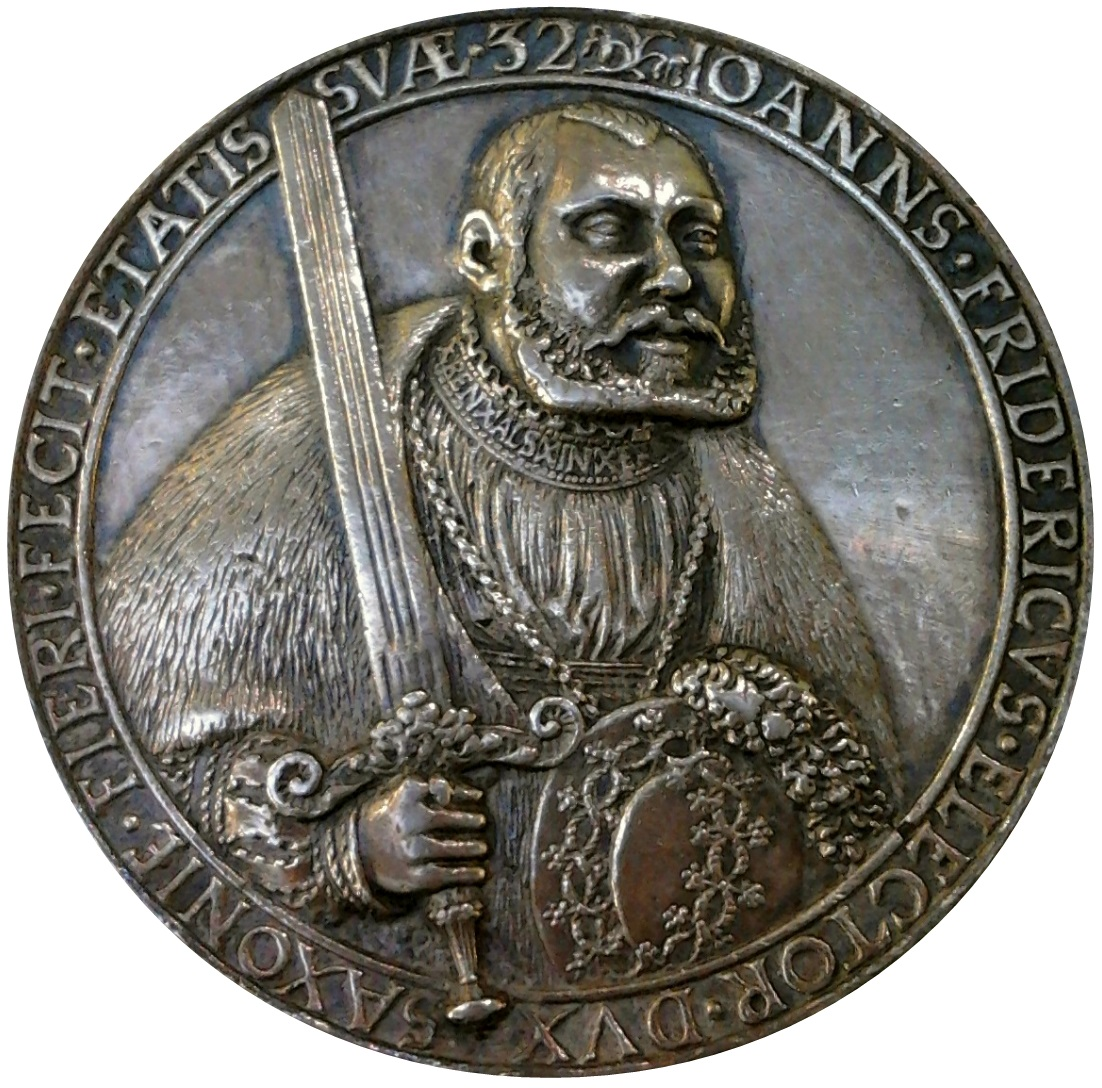
Medal wybity z okazji 32 urodzin Jana Fryderyka (1535), Muzeum Narodowe w Warszawie

W 1532 roku został, po śmierci ojca, elektorem i aktywnym przywódcą związku szmalkaldzkiego, a w 1535 zawarł sojusz z władcami Pomorza Zachodniego, którzy rok wcześniej zdecydowali na sejmie w Trzebiatowie przyjąć luteranizm jako religię państwową (jego wizerunek, obok innych książąt saskich i pomorskich, widnieje na programowym gobelinie niemieckiej reformacji, pełniącym jednocześnie funkcję portretu rodzinnego obu dynastii, tzw. oponie Croya). Dla ugruntowania tego sojuszu w roku 1536 wydał swą przyrodnią siostrę Marię za księcia pomorskiego Filipa I (ślub w Torgau; ich narodzony w 1542 roku syn otrzymał po nim imię Jan Fryderyk). Uroczystości ślubne wraz z mszą w obrządku ewangelickim, którą koncelebrował Marcin Luter (a obecny był również inny reformator Jan Bugenhagen), odbyły się na zamku w Torgau.
Przejściowo w latach 1539–1541 do współrządów w księstwie saskim Jan Fryderyk dopuścił swojego przyrodniego brata Jana Ernesta, ale oddawszy mu w podziale z listopada 1541 władzę nad Koburgiem i włości we Frankonii, ponownie stał się samodzielnym władcą księstwa saskiego. Kanclerz Gregor Brück, który przez wiele lat roztropnie kierował polityką zagraniczną państwa, był nadal jego doradcą, ale otwarta i impulsywna natura księcia często powodowała odrzucanie propozycji tego doświadczonego polityka, co często wikłało kraj w niebezpieczne sytuacje, tym bardziej, że Janowi Fryderykowi brakowało przezorności. Stało się to szczególnie widoczne w 1544, kiedy to zelżało niebezpieczeństwo inwazji osmańskiej, a cesarz Karol V Habsburg – pozyskawszy poparcie papieża Pawła III, który był właśnie w trakcie przygotowań do soboru trydenckiego i potrzebował sojuszników – przystąpił do walnej rozprawy ze związkiem szmalkaldzkim. 

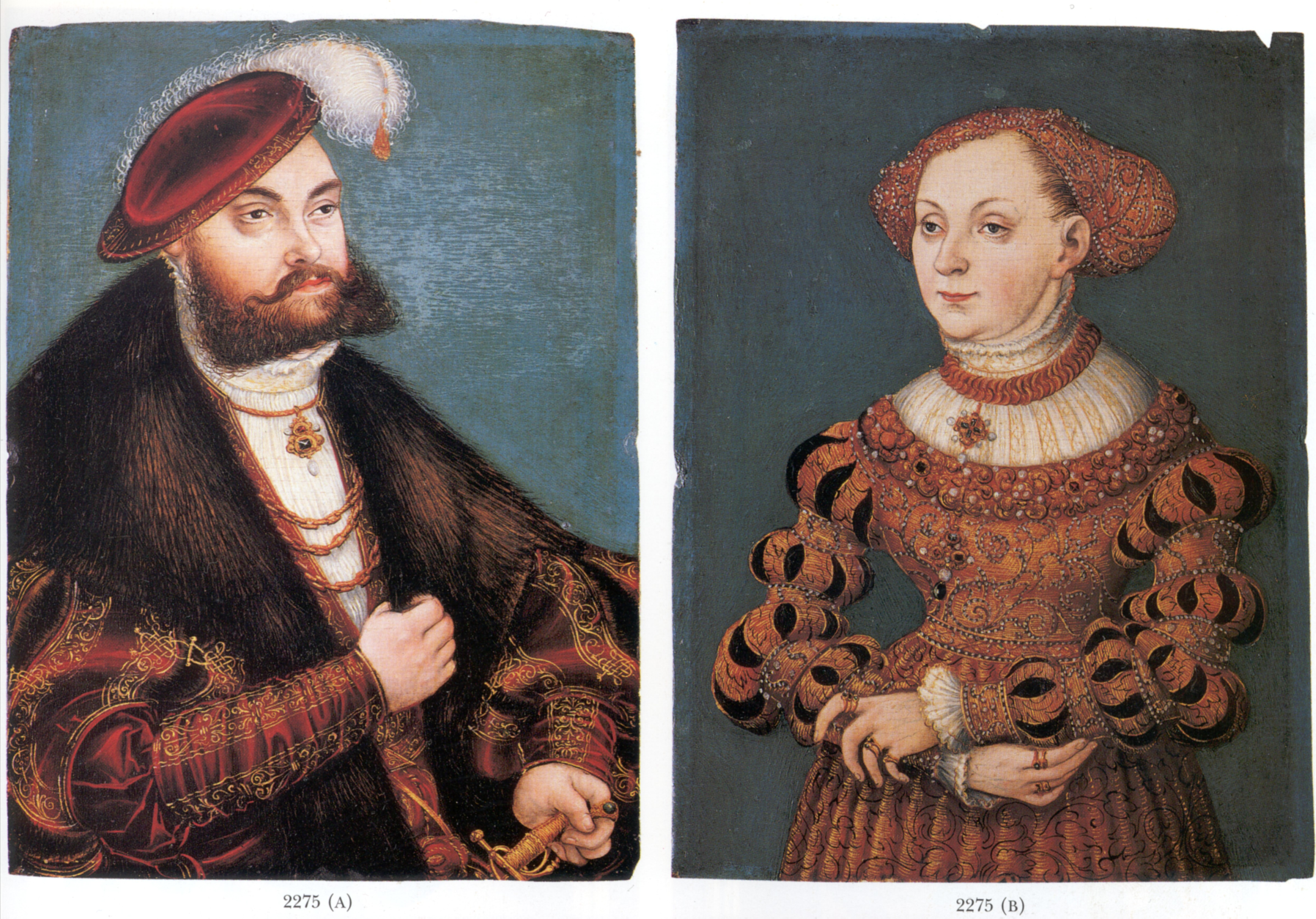
Portret podwójny Jana Fryderyka i Sybilli

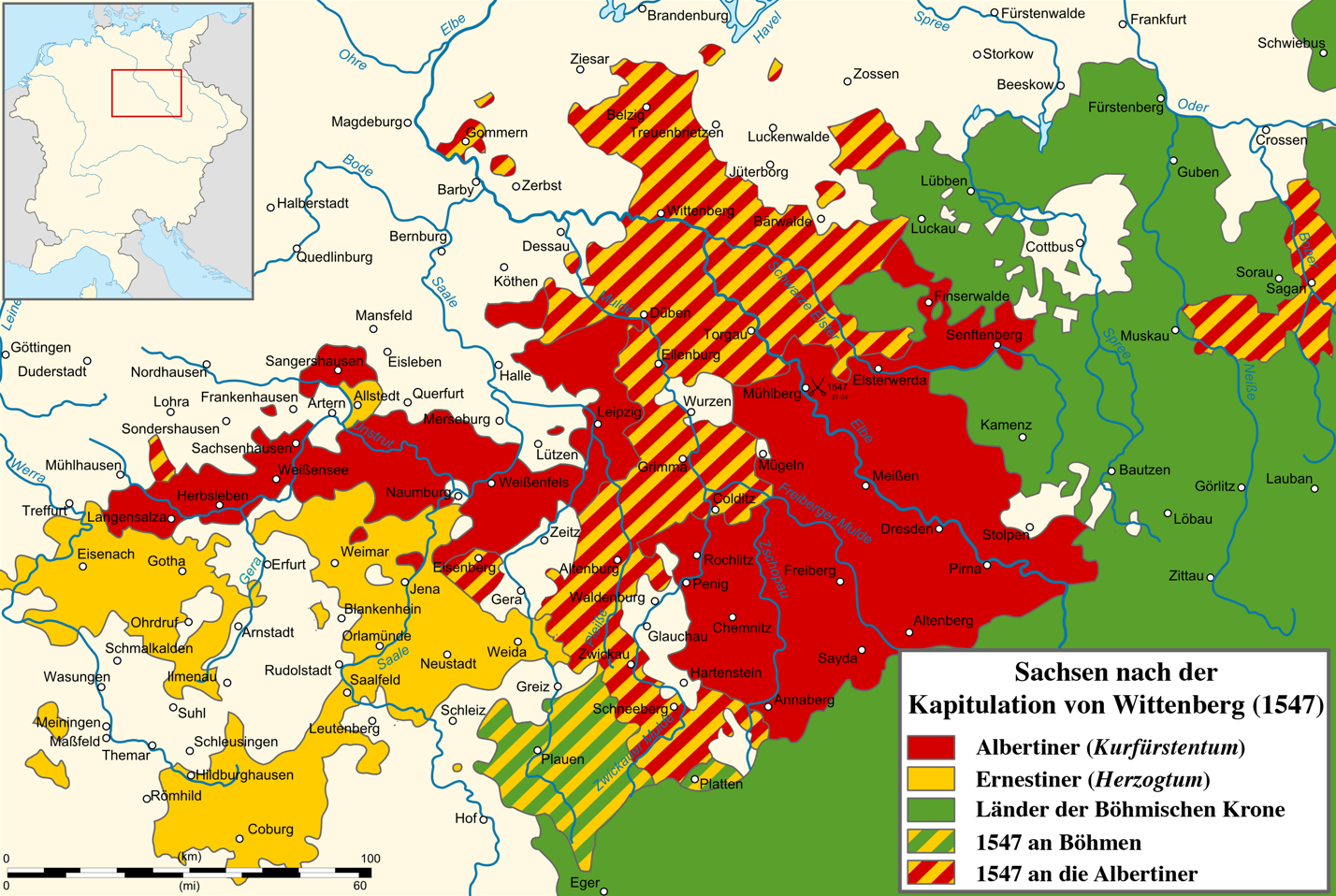
Następstwa terytorialne kapitulacji wittenberskiej (1547)

Gdy w 1546 wybuchła I wojna szmalkaldzka Jan Fryderyk pomaszerował na czele swych wojsk na południe, ale niespodziewana inwazja Saksonii przez młodszego kuzyna Maurycego z albertyńskiej linii Wettynów – który, mimo że protestant, również został zwerbowany przez cesarza – zmusiła go do powrotu. Udało mu się odebrać większość ziem i odeprzeć Maurycego, lecz nagle cesarz uderzył na północ i zaskoczył elektora. 24 kwietnia 1547 przegrał bitwę pod Mühlbergiem, gdzie odniósł poważną ranę ciętą twarzy (zniekształciła mu oczodół i lewy policzek). Karol V wziął go do no niewoli i kazał osadzić na zamku w Wormacji.
Cesarz skazał Jana Fryderyka – jako przywódcę buntu – na śmierć, ale nie chcąc tracić czasu na obleganie Wittenbergi, gdzie broniła się Sybilla, żona elektora, odroczył egzekucję i przystąpił do negocjacji. Jan Fryderyk, chcąc ocalić żonę i synów oraz zapobiec zniszczeniu miasta, podpisał 19 maja 1547 kapitulację wittenberską, tracąc dużą część dotychczasowych posiadłości i tytuł elektora na rzecz Maurycego Wettyna. Wyrok śmierci zamieniono na dożywotnie więzienie. Tymczasem nowy elektor Maurycy, zaniepokojony rosnącą siłą Karola V, nagle zbuntował się przeciwko cesarzowi i sprowadził na Rzeszę najazd króla Francji, Henryka II. Ta „druga wojna szmalkaldzka” postawiła Karola w katastrofalnej sytuacji, z której wyszedł zawierając z przeciwnikami 2 sierpnia 1552 rozejm w Pasawie; jednym ze skutków takiego rozwiązania konfliktu było uwolnienie 1 września Jana Fryderyka z więzienia. Osiadłszy na swych dziedzinach Turyngii zabiegał o utworzenie uniwersytetu w Jenie (do dziś jego konterfekt widnieje na pieczęci uniwersytetu), ale nieoczekiwanie zmarł w Weimarze (kilka lat przed założeniem uczelni przez Nikolausa von Amsdorfa) 3 marca 1554 roku – dziesięć dni po śmierci Sybilli.